# Качурин, Абрам Давидович
Абрам Давидович Качурин (30 июля 1908, Тихвин, Санкт-Петербургская губерния — 2 июля 1966, Новосибирск) — советский работник промышленности, заместитель главного конструктора ОКБ Новосибирского электровакуумного завода (1955—1966), лауреат Сталинской премии 3-й степени (1950) и Ленинской премии (1966).

## Биография
Родился 30 июля 1908 года в Тихвине Санкт-Петербургской губернии. Из  мещанской семьи. Учился в Ленинградском электротехническом институте имени В. И. Ульянова (Ленина), который окончил в 1938 году.
С 1929 года — лаборант, начальник смены, помощник начальника мастерской и старший инженер Ленинградского завода № 211 «Светлана». В 1936 году отправлен в США изучать американскую технику. Вернувшись из командировки, стал главным технологом; в 1941 году был эвакуирован с предприятием в Новосибирск, где работал в той же должности. Позднее утверждён заместителем главного конструктора ОКБ.
В 1950 году за разработку металло-керамических генераторных ламп получил в составе авторского коллектива Государственную премию СССР. В 1966 году вместе с группой авторов удостоен Ленинской премии за создание титано-керамических ламп.

## Награды
Ордена «Знак Почёта» и «Трудового Красного Знамени».